# Старые Лимбены
Старые Лимбены (рум. Limbenii Vechi, Лимбений Векь) — село в Глодянском районе Молдавии. Относится к сёлам, не образующим коммуну.

## География
Село расположено на высоте 89 метров над уровнем моря.

## Население
По данным переписи населения 2004 года, в селе Старые Лимбены проживает 1861 человек (888 мужчин, 973 женщины).
Этнический состав села:
| Национальность | Число жителей | Процентный состав |
| -------------- | ------------- | ----------------- |
| молдаване      | 1828          | 98.23             |
| русские        | 15            | 0.81              |
| украинцы       | 10            | 0.54              |
| цыгане         | 4             | 0.21              |
| румыны         | 2             | 0.11              |
| поляки         | 1             | 0.05              |
| прочие         | 1             | 0.05              |
| Всего          | 1861          | 100%              |